# 秦斌 (1968年)
秦斌（1968年11月—），男，汉族，广西灵川人，中华人民共和国政治人物。现任中央金融工作委员会副书记，是第二十届中央纪委委员。

## 生平
秦斌早年在上海交通大学二系热能工程专业学习，毕业后回到广西壮族自治区，在自治区教育委员会就职，2001年转入中共广西壮族自治区党委组织部任职，2007年出任中共河池市委常委，2011年升任中共河池市委副书记，2013年再度升任中共广西壮族自治区高校工委书记、教育厅党组书记、厅长。2016年转任中共广西壮族自治区纪委副书记。